# عام الوفود
عام الوفود، هو العام التاسع الهجري الموافق سنة 631م، عُرف بذلك لكثرة الوفود التي قدمت المدينة المنورة مسلمة للنبي محمد ﷺ والتي يزيد عددها على سبعين وفدًا، وكان ذلك بعد غزوة تبوك في رجب 9 هـ.
في هذا العام جاء إلى المدينة وفود كثيرة من أنحاء الجزيرة تعلن إسلامها أمام الرسول وكان نصراً كبيراً للمسلمين. وبدأ الإسلام ينتشر وينتشر في كل الجزيرة العربية حتى نزلت السورة قال تعالى ﴿إِذَا جَاءَ نَصْرُ اللَّهِ وَالْفَتْحُ ۝١ وَرَأَيْتَ النَّاسَ يَدْخُلُونَ فِي دِينِ اللَّهِ أَفْوَاجًا ۝٢ فَسَبِّحْ بِحَمْدِ رَبِّكَ وَاسْتَغْفِرْهُ إِنَّهُ كَانَ تَوَّابًا ۝٣﴾ [النصر:1–3]
وفي هذا العام جاء وفد عظيم يمثل مائة ألف رجل وهو (وفد اليمامة) يعلن إسلامه لرسول الله فدخلوا على رسول الله إلا رجل واحد اسمه (مسيلمة) وعندما دخل القوم لرسول الله وأعلنوا إسلامهم أعطاهم الرسول الهدايا، فقال له الوفد : يا رسول الله : إن فينا رجلاً من سادتنا خارج الدار وما رضي أن يدخل معنا فقال لهم رسول الله : ما دام يحرس متاعكم إذن فهو ليس بأسوءكم. وأعطاهم الهدايا له، فخرجوا لمسيلمة وقالوا له ما قاله رسول الله عنه، فقال لهم مسيلمة : انظروا مدحني محمد، ثم بعد ذلك ذهب مسيلمة لبيت النبي فقال له القوم : متى تُسلم يا مسيلمة ؟ فقال لهم مسيلمة : أُسلم على أن يعطيني محمد الأمر من بعده، فسمعة الرسول، فأمسك النبي عرجوناً صغيراً من الأرض وقال : والله يا مسيلمة لئن سألتني هذا العرجون ما أعطيته لك ووالله ما أراك إلا الكذاب. 
وفي يوم آخر أرسل مسيلمة صحيفة إلى رسول الله تنص على : ((من مسيلمة رسول الله إلى محمد رسول الله: ألا إني أوتيت الأمر معك فلك نصف الأرض ولي نصفها ولكن قريش قوماً يظلمون)) فأرسل له النبي : ((من محمد رسول الله إلى مسيلمة الكذاب، السلام على من اتبع الهدى، أما بعد، فإن الأرض لله يرثها من يشاء من عباده والعاقبة للمتقين)) وأستمر أمر مسيلمة الكذاب حتى ادعى النبوة وتآمر مع أحد الناس واتفقوا على أن ينشروا خبرا كاذبا وهو أن محمد قال : (إن مسيلمة رسول مثله) فارتد كثير من الناس بعد ذلك، واستمر الأمر حتى قُتل مسيلمة الكذاب بعد موت الرسول.

## أسماء بعض الوفود
في السنة التاسعة للهجرة:
- وفود ثقيف.
- وفد بني تميم.
- وفد بني سعد.
- وفد بني أسد.
- وفد عبد القيس.
- وفد هذيل[3]
- وفد نجران.
- وفود بارق.
- وفد غامد.[4]

وفي السنة العاشرة للهجرة:
- وفد بني حنيفة.
- وفود اليمن.
- وفد معان.
- وفد بني عامر
- وفد بني فزارة